# Aeroporto de Juína
O Aeroporto de Juína (IATA: JIA - ICAO: SWJN) foi ampliado em 22 de Março de 2006 pelo então Governador Blairo Maggi. Este aeroporto serve o município de Juína, localizado no noroeste de Mato Grosso, distante cerca de 543,12 km de Cuiabá. Com uma população de aproximadamente 40 mil habitantes, hoje o município de Juína é a décima economia do estado, passou por uma fase de corrida ao garimpo de diamantes, porém nos últimos anos têm fortalecido sua vocação agrícola e pecuária. O aeroporto tem a capacidade de receber aeronaves de pequeno e médio porte.

## Características
- Latitude: 11° 25' 10 S[1]
- Longitude: 58° 42' 6 W[1]
- Piso: Asfalto[1]
- Sinalização: VFR Diurno[1]
- Pista com balizamento noturno
- Companhias aéreas: Asta Linhas Aéreas
- Distância do centro da cidade: 6,28 km.[2]
- Pista: 1600 m; x 30 m;[1]
- Distância Aérea: Cuiabá 543,12 km[2]; Brasília 1266 km; São Paulo 1862 km; Porto Alegre 2213 km